# الشارع اللي ورانا (مسلسل)
الشارع اللي ورانا هو مسلسل مصري، من إخراج مجدي الهواري وبطولة درة.

## قصة المسلسل
تدور قصة المسلسل ان «نادية» تذهب لمصحة نفسيه ويراودها حلم تظهر فيه أنها تذهب إلى قصر مرعب يخيفها وأيضا يدور حول عصور قديمة وعصور في الحرب العالمية الثانية والعصور الحديثة ويعتقد أن قصة المسلسل هي أن «نادية» و«مديحة» و«مي» و«مريم» و«ماما إلهام» ما هي إلا أرواح في العالم الأخر قد فعلوا قبل مماتهم أحداث مثل قتل وإلى اخره ولا تريد «ماما إلهام» أن تذكرهم بها فتحبس هذه الذكريات السوداء في غرفتها وعندما يفتح باب الغرفة سوف يتذكرون كل شيء. أما الفنان القدير سناء شافع هو حارس هذا العالم وبالنسبة للفنان فاروق الفيشاوي يعتقد أنه المسؤول عن هذا العالم وفي قول اخر انه يأتي للطمئنان عن ابنته نادية.

## طاقم العمل
- لبلبة ماما إلهام [4]
- فاروق الفيشاوي شهاب
- درة نادية
- أحمد حاتم سامح
- إنجي أبو زيد مي
- نسرين أمين ثناء[5]
- نهى عابدين مديحة
- هند عبد الحليم أميرة
- حنين ياسر شعراوي مريم الطفلة
- سناء شافع عنتر
- صفاء الطوخي بهيرة
- أشرف زكي أبو سعدة
- أحمد عزمي فهمي
- يوسف عثمان باسم
- نجيب بلحسن ستيفيان
- أحمد ماجد عزت
- محمد أبو الوفا البواب
- محمد التاجي ضيف شرف
- محمد عبد العظيم
- كارولين عزمي